# Emma Jørgensen
Emma Aastrand Jørgensen (Bursø, 30 de enero de 1996) es una deportista danesa que compite en piragüismo en la modalidad de aguas tranquilas.
Participó en tres Juegos Olímpicos de Verano, obteniendo cuatro medallas, plata en Río de Janeiro 2016, en la prueba de K1 500 m, dos bronces en Tokio 2020, en K1 200 m y K1 500 m, y una de bronce en París 2024, en K1 500 m.
Ganó nueve medallas en el Campeonato Mundial de Piragüismo entre los años 2014 y 2023, y diez medallas en el Campeonato Europeo de Piragüismo entre los años 2016 y 2024.
En los Juegos Europeos obtuvo seis medallas, dos en Minsk 2019, oro en K1 200 m y bronce en K1 500 m, y cuatro en Cracovia 2023, dos oros (K1 200 m y K1 500 m) y dos platas (K2 500 m y K2 200 m mixto).

## Palmarés internacional
| Juegos Olímpicos   | Juegos Olímpicos            | Juegos Olímpicos  | Juegos Olímpicos |
| Año                | Lugar                       | Medalla           | Competición      |
| ------------------ | --------------------------- | ----------------- | ---------------- |
| 2016               | Río de Janeiro (Brasil)     | Medalla de plata  | K1 500 m         |
| 2020               | Tokio (Japón)               | Medalla de bronce | K1 200 m         |
| 2020               | Tokio (Japón)               | Medalla de bronce | K1 500 m         |
| 2024               | París (Francia)             | Medalla de bronce | K1 500 m         |
| Campeonato Mundial |                             |                   |                  |
| Año                | Lugar                       | Medalla           | Competición      |
| 2014               | Moscú (Rusia)               | Medalla de oro    | K2 1000 m        |
| 2017               | Račice (República Checa)    | Medalla de plata  | K1 200 m         |
| 2017               | Račice (República Checa)    | Medalla de bronce | K1 500 m         |
| 2018               | Montemor-o-Velho (Portugal) | Medalla de plata  | K1 200 m         |
| 2019               | Szeged (Hungría)            | Medalla de bronce | K1 200 m         |
| 2021               | Copenhague (Dinamarca)      | Medalla de oro    | K1 200 m         |
| 2021               | Copenhague (Dinamarca)      | Medalla de bronce | K1 500 m         |
| 2023               | Duisburgo (Alemania)        | Medalla de oro    | K2 500 m         |
| 2023               | Duisburgo (Alemania)        | Medalla de plata  | K1 500 m         |
| Juegos Europeos    |                             |                   |                  |
| Año                | Lugar                       | Medalla           | Competición      |
| 2019               | Minsk (Bielorrusia)         | Medalla de oro    | K1 200 m         |
| 2019               | Minsk (Bielorrusia)         | Medalla de bronce | K1 500 m         |
| 2023               | Cracovia (Polonia)          | Medalla de oro    | K1 200 m         |
| 2023               | Cracovia (Polonia)          | Medalla de oro    | K1 500 m         |
| 2023               | Cracovia (Polonia)          | Medalla de plata  | K2 500 m         |
| 2023               | Cracovia (Polonia)          | Medalla de plata  | K2 200 m mixto   |
| Campeonato Europeo |                             |                   |                  |
| Año                | Lugar                       | Medalla           | Competición      |
| 2016               | Moscú (Rusia)               | Medalla de bronce | K1 500 m         |
| 2017               | Plovdiv (Bulgaria)          | Medalla de plata  | K1 200 m         |
| 2018               | Belgrado (Serbia)           | Medalla de bronce | K1 200 m         |
| 2021               | Poznań (Polonia)            | Medalla de oro    | K1 200 m         |
| 2021               | Poznań (Polonia)            | Medalla de oro    | K1 500 m         |
| 2021               | Poznań (Polonia)            | Medalla de bronce | K4 500 m         |
| 2022               | Múnich (Alemania)           | Medalla de oro    | K1 200 m         |
| 2022               | Múnich (Alemania)           | Medalla de bronce | K1 500 m         |
| 2024               | Szeged (Hungría)            | Medalla de oro    | K2 500 m         |
| 2024               | Szeged (Hungría)            | Medalla de plata  | K1 500 m         |